# 西宮市立甲子園浜小学校
西宮市立甲子園浜小学校　(にしのみやしりつ　こうしえんはましょうがっこう)は、兵庫県西宮市古川町にある公立小学校。

## 概要
1997年4月、西宮市立浜甲子園小学校と西宮市立東甲子園小学校との統合により開校した小学校である。「笑顔あふれる学校」をめざして、地域、保護者、教職員が一つになって、取り組んでいる。

## 沿革
- 1997年（平成９年）
  - 4月7日 - 入校式・始業式を行う
  - 6月11日 - 開校式を挙行
- 1998年（平成10年）2月9日 - 校歌披露式
- 1999年（平成11年）4月1日 - 新校舎へ移転
- 2004年（平成16年）4月1日
  - 2005年度まで兵庫県指定「海の環境教育実践推進校」となる
  - 兵庫県指定「ひょうごキッズ元気アップ」実践推進事業」となる
- 2007年（平成19年）4月1日
  - 兵庫県教育委員会「環境体験事業推進校」となる
  - 兵庫県教育委員会「ふるさと文化いきいき教室」事業
  - 西宮市教育委員会「豊かな人間関係に関する」実践協力校となる
- 2008年（平成20年）4月1日
  - 兵庫県教育委員会「環境体験事業推進校」
  - 西宮市教育委員会「食育教育」実践協力校
- 2009年（平成21年）4月1日
  - 兵庫県教育委員会「環境体験事業推進校」
  - 西宮市教育委員会「食育教育」実践協力校
- 2010年（平成22年）4月1日 - 2011年度まで兵庫県教育委員会「兵庫型教科担任制実践研究校」となる
- 2012年（平成24年）4月1日 - 西宮市立浜甲子園中学校と「小中一貫連携協力校」となる
- 2013年（平成25年）1月31日	兵庫県教育委員会「平成25年度地域の特色を生かした食育推進事業」として授業公開

## 教育目標
笑顔あふれる学校
～「楽しく学ぶ，心豊かな人」づくり～

## 学校行事
| - 4月 始業式・入学式 - 5月 自然学校 - 6月 西宮市小学生陸上競技大会 | - 7月 修学旅行・終業式 - 9月 始業式 | - 10月 ファミリー甲浜オリエンテーリング・運動会 - 11月 小連体 - 12月 甲浜チャレンジマラソン・終業式 | - 1月 始業式・震災行事 - 2月 二分の一成人式 - 3月 終業式・卒業式 |

## 通学区域
- 西宮市[1]
  - 甲子園九番町15番（1～5・9～39・41～48・50～61号）
  - 南甲子園１丁目9～22番
  - 古川町、枝川町、甲子園九番町10・11番、上田西町

## 進学先中学校
- 西宮市立鳴尾中学校 - 甲子園九番町15番（1～5・9～39・41～48・50～61号）・南甲子園１丁目9～22番[1]
- 西宮市立浜甲子園中学校 - 古川町、枝川町、甲子園九番町10・11番、上田西町[1]

## 交通
- 阪神電気鉄道本線鳴尾・武庫川女子大前駅より徒歩16分

## 通学区域が隣接している学校
- 西宮市立南甲子園小学校
- 西宮市立鳴尾小学校
- 西宮市立鳴尾東小学校
- 西宮市立高須西小学校
- 西宮市立今津小学校 （海を挟んで隣接。）